# De Arte Metrica
De Arte Metrica ist zusammen mit De Schematibus et Tropis eine Darstellung der Regeln und der Praxis des Verseschreibens. Beda Venerabilis hat sie für den Unterricht im klösterlichen Umfeld in lateinischer Sprache zu Beginn des 8. Jh. n. Chr. erstellt.

## Aufbau und Quellen
Das Werk gliedert sich in 25 Kapitel sehr unterschiedlichen Inhalts. Kapitel 1–8 beschreiben die Buchstaben und die Silben im Bezug auf ihre Länge. Kapitel 9–23 geben Wissen über die antike Metrik weiter. Kapitel 15, 16, 24, 25 bieten darüber hinausgehende Ausführungen über die Dichtkunst. Seine Quellen sind lateinische Grammatiker des 4. und 5. Jh. n. Chr. Die zahlreichen Beispiele entnimmt er überwiegend christlicher, für ihn zeitnaher Dichtung; die klassische Antike wird seltener herangezogen.

## Inhalt

### Kapitel 1–8
Die grundlegenden Ausführungen in diesem Kapitel findet er hauptsächlich in den grammatischen Schriften des Adhelmus, des Aelius Donatus (Ars grammatica), des Flavius Mallius Theodorus (De metris) und des Maurus Servius Honoratius. Aus dem Buch De finibus des letzteren ist das gesamte Kapitel 5 (De mediis syllabis) fast wörtlich kopiert.

### Kapitel 9–14, 17–23
Beda listet in Kapitel 9 die zwei- und dreisilbigen Versfüße auf, die in der antiken griechischen und lateinischen Dichtung seit vielen Jahrhunderten verwendet wurden. Anschließend erläutert er verschiedene Verse (hauptsächlich Hexameter und Pentameter) und Techniken, wie etwa Synaloiphe (=Verschmelzung von Ende eines Wortes und Anfang des Folgewortes).
Er definiert aber auch 7 Versformen, wie den metrum Saphicum und den iambicum senarium, die bereits von lateinischen Lyrikern, ja selbst schon von Plautus verwendet wurden. Die Informationen entnimmt er wieder den spätantiken Grammatikern. So verwendet er in Kapitel 9 (De pedibus) Ausschnitte aus dem gleichlautenden Kapitel der Ars grammatica des Donatus.
Beda zitiert zahlreiche lateinische Dichter, um die Versmaße zu erläutern. Von den Poeten der Klassik nennt er allerdings nur Vergil, Lucan und Lukrez, und auch diese nur wenige Male. Vielmehr zieht er zahlreiche spätantike christliche Autoren heran. Die meistgenannten sind Venantius Fortunatus, Sedulius, Prosper und Paulinus von Pella. In Kapitel 10 reklamiert er sogar den hebräischen Text des Deuteronomiums für den Pentameter und das Buch Hiob für den Hexameter. Diese Angaben könnte er von Isidor von Sevilla übernommen haben.

### Kapitel 15, 16, 24, 25
In diesen Kapiteln entwickelt Beda ein Fortschreiten der Dichtkunst weg von den antiken Vorbildern hin zu einer neuen christlichen, aber auch modernen und lebendigen Poesie.
 In Kapitel 24 schreibt er von etwas völlig neuem, dem rithmo, dem rhythmischen Vers. Er benutzt damit einen Begriff, der in der klassischen Poesie und Redekunst kaum verwendet wurde. Er ist vielmehr der Musik zuzurechnen.:

rithmus … non metrica ratione, sed … aurium examinata, ut sunt carmina vulgarium poetarum
Rhythmus … nicht nach der Vorschrift der Metrik, sondern … nach dem Urteil der Ohren, wie es die Lieder der einfachen Dichter sind

Damit meint er zwar kaum Dichtung in der angelsächsischer Sprache des Landes, sondern einfache christliche Hymnen. Er leitet aber schon über zur Rhythmik als einem der mittelalterlichen Dichtkunst eigentümlichen Prinzip.

## Weiterwirken und Überlieferung
Wegen Bedas Ruhm als Gelehrter und Theologe wurde das Buch schon zu seinen Lebzeiten in ganz Europa verbreitet und war jahrhundertelang eines der wichtigsten Lehrbücher des westlichen Europa. Der spanische Archidiakon und Gelehrte Dominicus Gundissalinus (12. Jh.) verwendet in seiner Schrift Über die Einteilung der Philosophie im Kapitel Über die Poetik Inhalte und Zitate, ohne Beda zu nennen. Es haben sich fast 100 Handschriften erhalten. Die älteste Edition findet sich 1473 gedruckt von Antonius Zarotus.

## Textausgabe
- Calvin B. Kendall: Bede: Libri II De Arte Metrica et De Schematibus et Tropis, Saarbrücken 1991